# Enrique Tierno Galván
Enrique Tierno Galván (Madrid, 8 de Fevereiro de 1918 — Madrid, 19 de Janeiro de 1986) foi um político, sociólogo, jurista e ensaísta espanhol. Foi a pessoa encarregue de redigir o preâmbulo da Constituição espanhola de 1978. Apresentado nas listas do Partido Socialista Operário Espanhol (PSOE) para as primeiras eleições municipais da democracia espanhola, no dia 15 de Maio de 1979 converteu-se em presidente da câmara de Madrid, cargo que desempenhou até à morte.

## Carreira
Doutorado em Filosofia e Letras. Foi Professor Catedrático de Direito Político na Universidade de Múrcia (de 1948 a 1953) e na Universidade de Salamanca (de 1953 a 1965).
A 25 de junho de 1985, foi agraciado com o grau de Grã-Cruz da Ordem Militar de Cristo, de Portugal.
Em Lisboa há uma rua com o seu nome nas Amoreiras.

## Obras
Conhecido carinhosamente como o velho professor, foi autor de várias obras, entre elas:
- Los Supuestos escotistas en la política de Juan Bodin (1951)
- Sociología y Situación (1954)
- Costa y el Regeneracionismo (1961)
- Humanismo y Sociedad (1964)
- Diderot como pretexto (1965)
- Conocimiento y Ciencias Sociales (1966)
- Babeuf y Los Iguales (1967)
- Tradición y Modernismo (1973)
- Sobre la novela picaresca y otros escritos (1974)
- Democracia, Socialismo y Libertad (1977)
- Cabos sueltos (1981)